# Societat Religiosa d'Amics

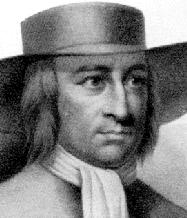
George Fox, considerat una de les figures més importants del quaquerisme.

La Societat Religiosa d'Amics, els membres de la qual són coneguts com a quàquers o amics, és una comunitat religiosa fundada el segle xvii a Anglaterra. Els quàquers són una congregació pacífica amb grups arreu del món, sumant un total d'uns 600.000 membres. La influència principal dels quàquers es concentra a la ciutat nord-americana de Filadèlfia.

## Història
El moviment quàquer va començar a Anglaterra la dècada del 1650. Tradicionalment, es considera que George Fox en fou el fundador, o la figura més important del quaquerisme. El moviment es va estendre, però amb oposició i persecució. A Gran Bretanya i a les colònies britàniques els quàquers van ser empresonats. A la colònia de Massachusetts alguns quàquers van ser morts per les seves creences. La colònia de Pennsilvània però, es va crear com un lloc de seguretat pels quàquers; un territori lliure per a practicar la seva fe. No obstant la persecució, el moviment va créixer fins a formar una societat. Els segles següents, el moviment als Estats Units es va dividir en diverses denominacions, però a la Gran Bretanya va romandre unit.
El setembre de 1738 un quàquer radical abolicionista, Benjamin Lay, va pronunciar a una reunió anual de quàquers (a Burlington) com de pecaminós és participar de l'esclavatge, cosa practicada per alguns quàquers. Els quàquers l'expulsaren de la reunió.

## Creences
Algunes característiques principals del quaquerisme són:
- Déu pot ser experimentat directament sense la mediació d'un pastor ni dels sagraments.[4] Crist mateix havia d'ensenyar al seu poble. Els quàquers han d'escoltar la veu de Déu a llur interior.
- Les reunions quàqueres són místiques; tots els membres s'uneixen per a escoltar l'Esperit, i Ell parla a cadascú. Però, el misticisme ha de traduir-se en activisme. Un exemple de l'activisme històric va ser l'oposició a l'esclavatge als Estats Units, després de la revelació durant les reunions.
- Crist és la Paraula (el Verb) de Déu, i no pas la Bíblia. La Bíblia és una declaració de la font (Crist), però no és la font mateixa. No obstant això, cap revelació de Crist no pot contradir la Bíblia.
- No hi ha cap credo; els quàquers han d'escoltar la veu de l'Esperit i ser guiats per Ell.
- Originalment els quàquers no creien en cap sagrament, totes les activitats humanes havien de ser sagrades. El matrimoni quàquer es realitzava com una reunió d'adoració, sense sacerdots.
- Els quàquers han de posar-se vestimentes senzilles i simples.
- El quaquerisme predicava igualtat espiritual, la qual incloïa la igualtat de l'home i la dona (una creença molt avançada el segle xvii). Homes i dones tenien la mateixa autoritat per a parlar en les reunions d'adoració.
- L'honradesa és fonamental en totes les activitats dels quàquers. Els quàquers rebutgen prestar jurament a les corts, ja que això implica que no diuen sempre la veritat. La constitució dels Estats Units permet que els quàquers simplement "afirmen" la veritat.